# Enrique Estevan y Vicente
Enrique Estevan y Vicente (Salamanca, 1849 - Madrid, 1927) va ser un pintor i il·lustrador espanyol.

## Biografia i obra
Va estudiar a Madrid a la Reial Acadèmia de Belles Arts de San Fernando, especialitzant inicialment en pintura costumista i, des dels disset anys, va concórrer amb assiduïtat a les Exposicions Nacionals de Belles Arts així com a les del Cercle de Belles Arts des de la primera de 1880, a la qual es va presentar amb una vista del Camp Gran de Santurzi. En la nacional de 1892 va obtenir tercera medalla per l'oli El primer balazo (El primer tret) adquirit per l'Estat per al Museu d'Art Modern (Museu del Prado, en dipòsit al Tribunal Superior de Justícia de Catalunya).
Simpatitzant de la causa carlista, va retratar al pretendent Carles Maria de Borbó (Estella, Museu del Carlisme) i pel seu encàrrec va pintar La carga de Lácar (La càrrega de Lácar) i altres accions bèl·liques de la tercera guerra carlina, gènere d'història militar en el qual acabarà especialitzant. També va retratar al rei Alfons XII (còpia amb variants del retrat de José Casado del Alisal conservat al Palau Reial de Madrid), a qui va dedicar el quadre titulat El estudio de Goya (L'estudi de Goya), fotografiat per Jean Laurent cap el 1875.
Segons la necrològica que li va dedicar el diari ABC de Madrid el 28 de gener de 1927, durant el regnat d'Alfons XII va exercir com a mestre de dibuix «d'il·lustres dames aristocràtiques, entre elles la duquessa de Morny».
Va ser col·laborador habitual de revistes il·lustrades com la barcelonina Álbum Salón, primera revista espanyola acolorida en quadricromia, i les madrilenyes La Gran Vía i Blanco y Negro.

## Galeria d'imatges

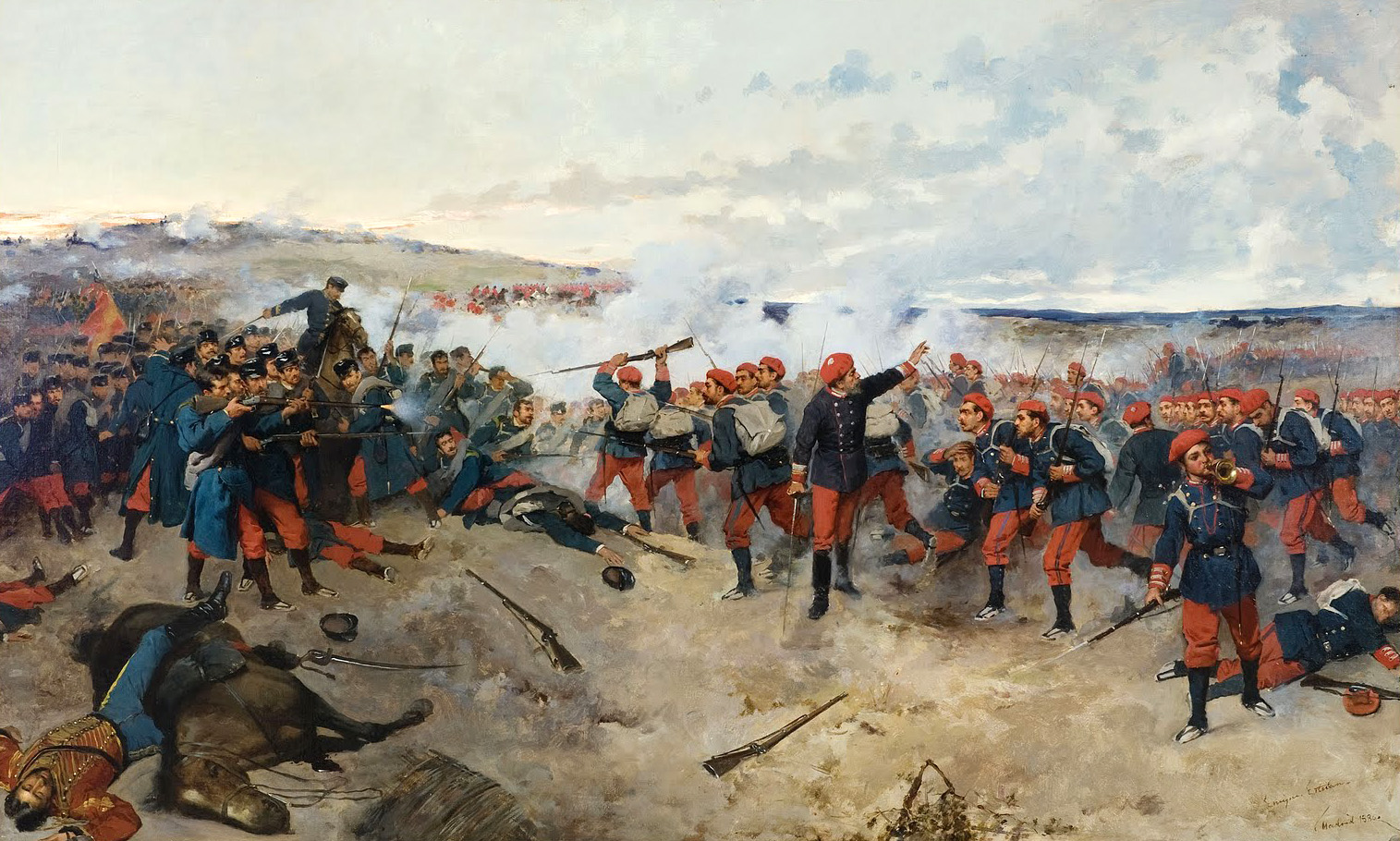
Carga de Lácar, oli sobre llenç, Estella, Museu del Carlisme, 1886.
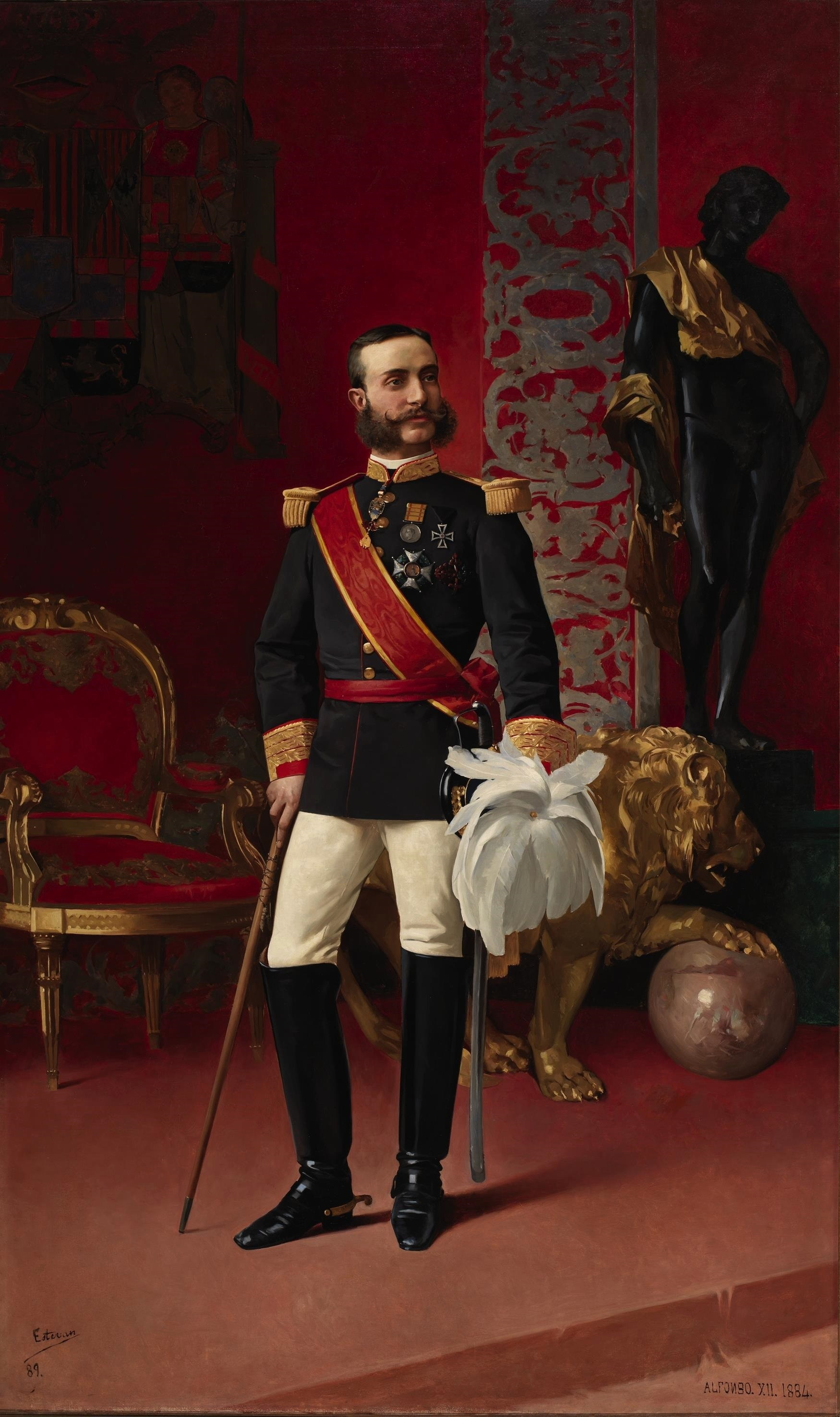
Retrat del rei Alfons XII d'Espanya, conservat al Palau Reial de Madrid, 1889
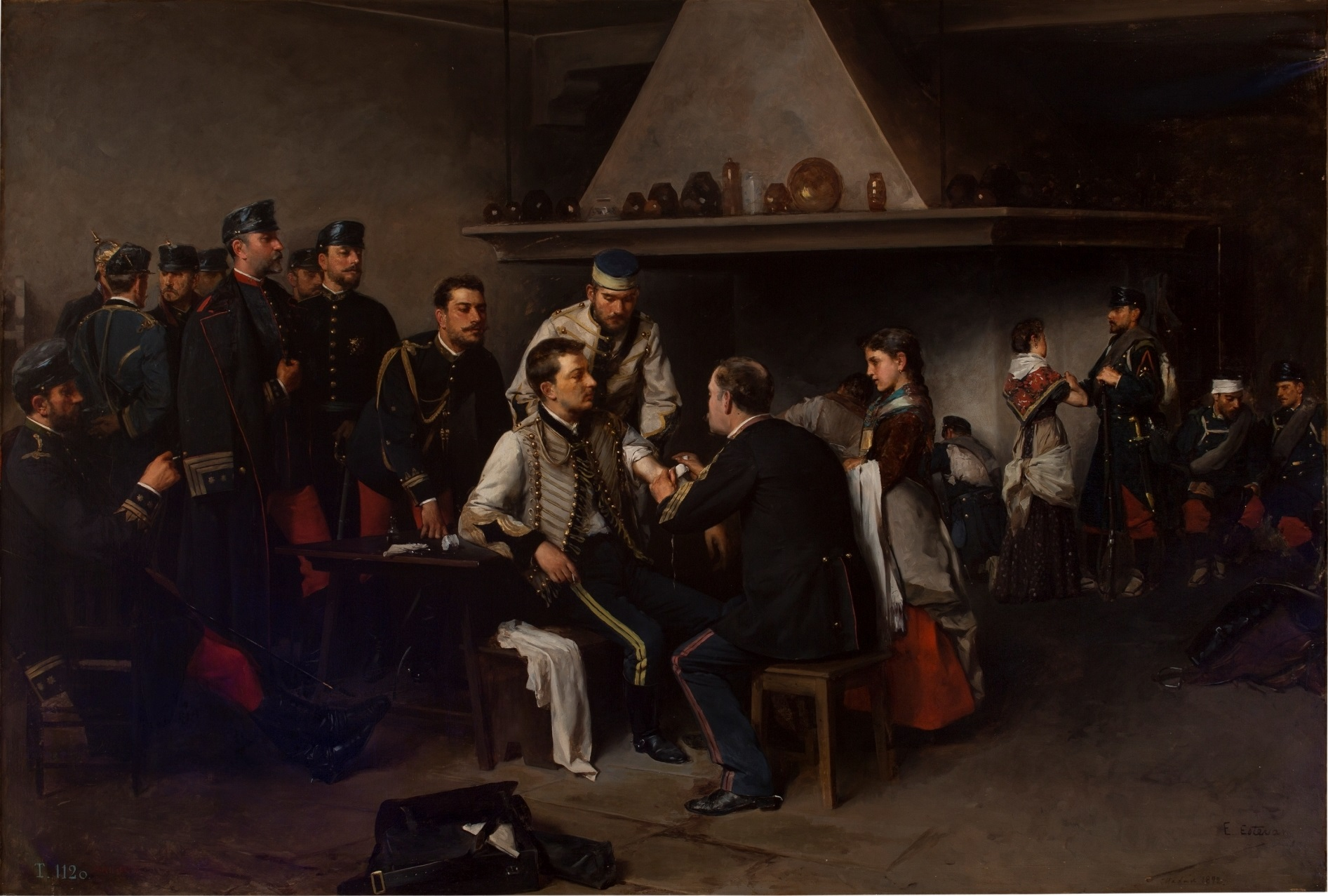
El primer balazo. Quadre dipositat al Tribunal Superior de Justícia de Catalunya, 1892
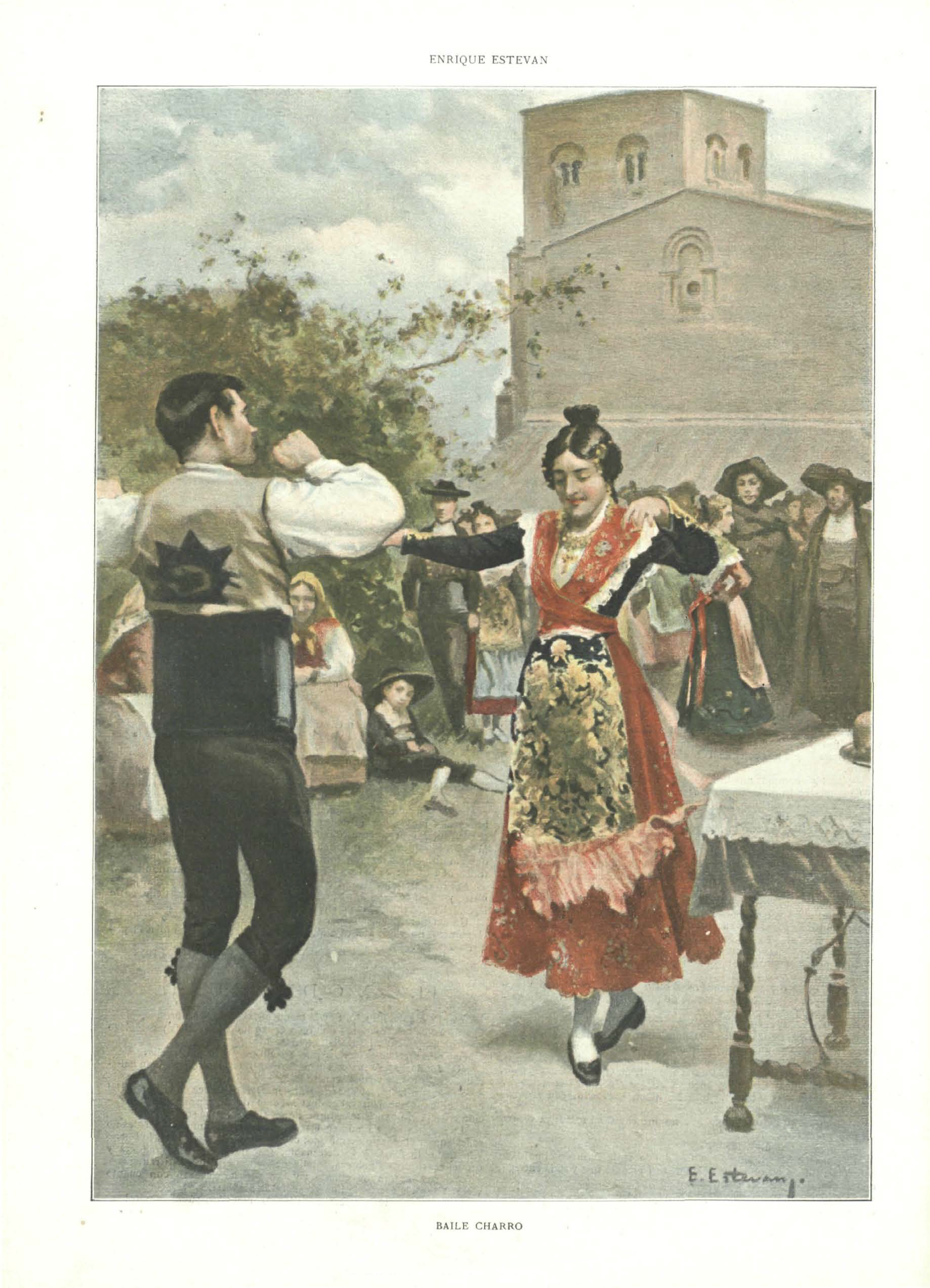
Baile charro. Il·lustració per a la revista Álbum Salón, 1904
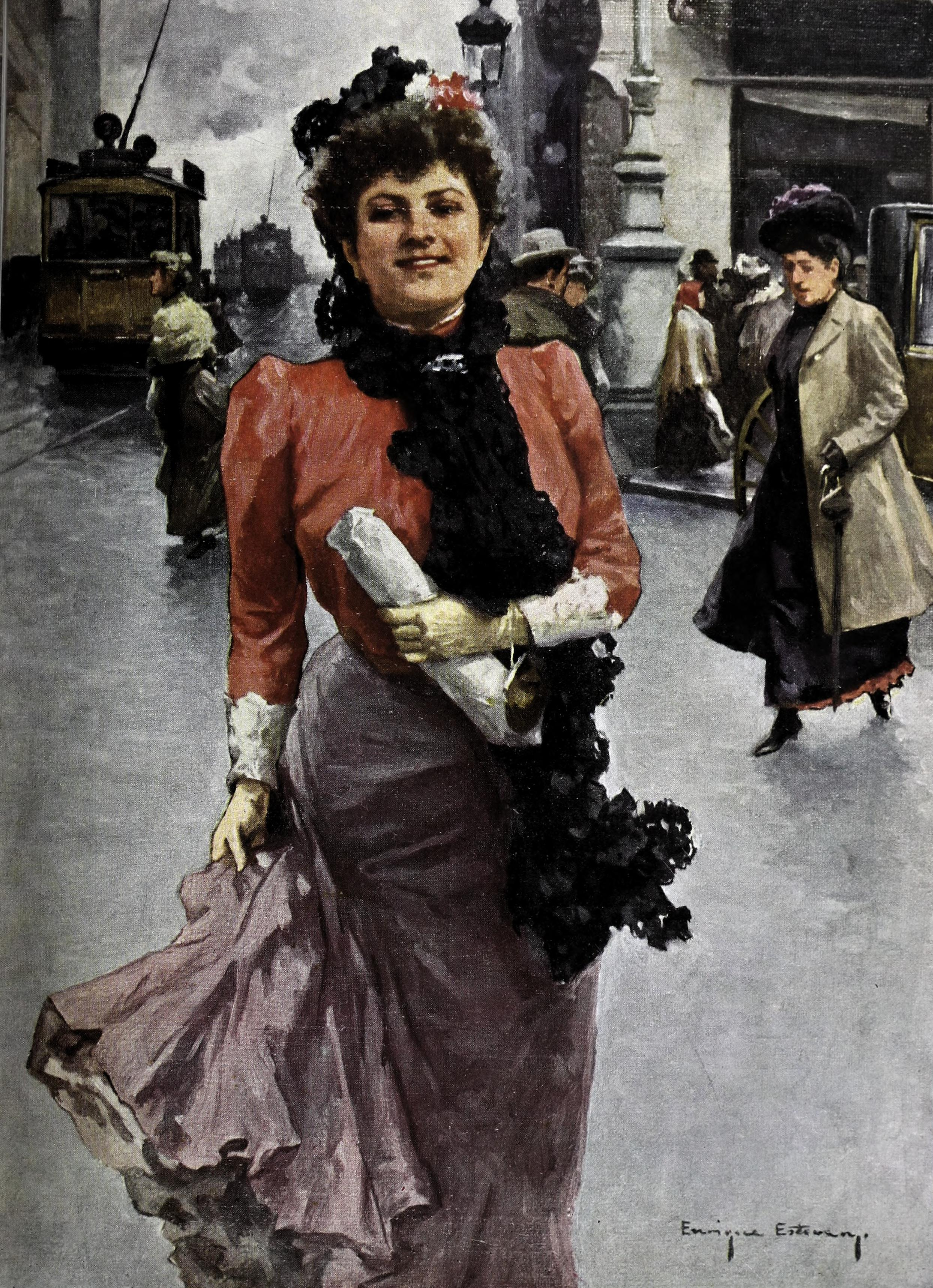
Madrileña neta. Il·lustració per a la revista Blanco y Negro, 1908